# Angeliki
Angeliki ist ein weiblicher Vorname.

## Herkunft und Bedeutung
Angeliki ist die griechische Variante des Namens Angelika.

## Bekannte Namensträgerinnen
- Angeliki Antoniou (* 1956), griechische Filmregisseurin, Drehbuchautorin und Produzentin
- Angeliki Kanellopoulou (* 1965), griechische Tennisspielerin
- Angeliki Karapataki (* 1975), griechische Wasserballspielerin
- Angeliki Koutsonikoli (1989–2012), griechische Bahnradfahrerin
- Angeliki Laiou, griechisch-US-amerikanische Byzantinistin
- Angeliki Panagiotatou (1878–1954), griechische Medizinerin
- Angeliki Papoulia (* 1975), griechische Schauspielerin